# 七姊妹 (電視劇)
《七姊妹》（英語：Seven Sisters），香港無綫電視翡翠台懷舊劇集，共27集，由羅嘉良、佘詩曼、向海嵐及江華領銜主演，並由苑瓊丹、郭少芸、文頌嫻、張兆輝及張玉珊聯合演出，監製蕭顯輝，2001年8月20日至9月23日首播，2005年4月重播。本劇故事改編自七姊妹傳說。本劇首播至中段期間，遇上美國911事件，電視台需播出《特別新聞報道》，以及適逢每年一度香港電台電視部節目調動，播放時間出現不同程度的更改。

## 演員表

### 七姊妹
| 演員   | 角色   | 關係／暱稱 |
| 苑瓊丹 | 周 芬  | 大家姐 李志龍之妻子 比李志龍大4歲，兩人是一對歡喜冤家，常常吵吵鬧鬧                                                                              |
| 陳安瑩 | 小丁香 | 二妹 |
| 向海嵐 | 麥秋娟 | 三妹、三姐、娟姐 麥振帆之女 繆蓮仙情人 已死亡，實為女鬼 為了找尋繆蓮仙下落，在人間15年，後經由謝子堂和黃玉簪的幫助，找到繆蓮仙，了卻心願去到天堂 |
| 黃鳳琼 | 四 妹  | |
| 曾慧雲 | 五 妹  | |
| 伍慧珊 | 六 妹  | |
| 傅楚卉 | 七 妹  | |

### 謝家
| 演員   | 角色   | 關係／暱稱 |
| 羅嘉良 | 謝子堂 | 椰子糖、阿壽（黃玉簪專用） 謝美寧之兄 黃玉簪之夫 陳圓圓前男友 原是郵差，辭職後賣飛機欖，後得黃玉簪暗中幫忙開了一間茶樓 |
| 文頌嫻 | 謝美寧 | 謝子堂之妹 黃文迪妻子                                                                                                  |

### 黃家
| 演員   | 角色   | 關係／暱稱 |
| 劉兆銘 | 黃壽亭 | 黃淑珍、黃文迪之父 黃玉簪之爺爺 很疼愛黃玉簪 |
| 郭少芸 | 黃淑珍 | 黃壽亭之女 繆蓮仙之妻 黃文迪之姊 黃玉簪之姑姐 一直針對黃玉簪 擔心繆蓮仙被麥秋娟鬼魂搶走，找來大師要麥秋娟魂飛魄散，並挖麥秋娟墳墓，使出種種計謀設計麥秋娟，後看到麥秋娟救醒了繆蓮仙，真心認麥秋娟為繆蓮仙正妻，稱呼麥秋娟為大姐。 |
| 江 華  | 繆蓮仙 | 仙哥 (麥秋娟專用) 後改名繆雲仙 黃淑珍、姚碧雲之夫 麥秋娟情郎 因為車禍失憶被黃淑珍所救，娶了黃淑珍 15年後重遇麥秋娟鬼魂，雖不記得麥秋娟，但對麥秋娟有一種特別的感覺。在知道妻子黃淑珍對麥秋娟所做的壞事後，和麥秋娟一起去兩人以前的廣州懷念之旅。在被黃淑珍派人放火的戲院中，吸入過量濃煙陷入昏迷，聽到麥秋娟唱兩人的歌而醒來。 後和兩位妻子一起在廣州從事樂曲工作。 |
| 康 華  | 姚碧雲 | 繆蓮仙之妾 繆蓮仙為了重病的爸所娶的小妾，是黃淑珍的同謀，事事都聽從黃淑珍，並和黃淑珍一直設計害麥秋娟 |
| 蔡子健 | 黃文迪 | 黃壽亭之子 黃淑珍之弟 謝美寧之夫 |
| 佘詩曼 | 黃玉簪 | 阿茂（謝子堂專用） 黃壽亭之孫女 謝子堂之妻 和謝子堂一起幫助麥秋娟鬼魂找尋繆蓮仙。 第32集因肝癌去世 |
| 姚瑩瑩 | 陳素玉 | 黃壽亭之養女 黃玉簪的好姐妹，幫助黃玉簪和謝子堂談戀愛 |
| 陳狄克 | 權     | 司機 黃淑珍的眼線，幫黃淑珍監視繆蓮仙 |

### 陳家
| 演員   | 角色   | 關係／暱稱 |
| 盧海鵬 | 陳 通  | 通叔 陳圓圓之父 李志龍之姊夫 曾是謝家傭人，後謝家家道中落便收留子堂兄妹 一直很信任謝子堂 |
| 羅 蘭  | 李綠萍 | 通嬸 陳圓圓之母 李志龍之家姊 個性向錢看 剛開始嫌棄謝子堂沒錢，常對他尖酸刻薄，並鼓勵圓圓跟周震昌在一起，後知道周震昌是個空心大佬又會打圓圓，並在謝子堂從周震昌手中救回了圓圓，開始對謝子堂改觀 |
| 艾 威  | 李志龍 | 李綠萍之弟 陳圓圓之舅父 周芬之夫 |
| 張玉珊 | 陳圓圓 | 謝子堂前女友 周震昌前女友 原跟謝子堂是一對，但躲不過周震昌的追求，腳踏兩條船，和母搬去和周震昌同居，後看清周震昌為人，離開周震昌去澳門生活                                                     |

### 其他演員
| 演員   | 角色   | 關係／暱稱 |
| 張兆輝 | 周震昌 | 陳圓圓男友 很會用花言巧語騙女人 原在警察局當翻譯，但因玩上了上司的女人遭革職 遭革職後在家只會打圓圓，認為圓圓看不起他。在圓圓被謝子堂等人救走後，開始伸手跟謝子堂要錢，一次跟謝子堂要不到錢，拿椅子砸謝子堂，反而砸傷圓圓而遭到通緝 |
| 邱萬城 | 竹織鴨 | 郵務人員 謝子堂好友 |
| 邵傳勇 | 豉油碟 | 郵務人員 謝子堂好友 |
| 李鴻杰 | 小 販  | 金魚小販 |
| 李彩寧 | 女 子  | 租泳衣女子 |
| 林遠迎 | 警 察  | 在第2集與謝子堂比賽踢足球 |
| 葉 暐  | 警 察  | 在第2集與謝子堂比賽踢足球 |
| 黃天鐸 | 小 販  | 豬肉小販 |
| 彭冠中 | 乞 兒  | （第4集） |
| 吳亦謙 | 姐姐仔 | 警察（第4集） |
| 趙永洪 | 警 察  | （第4集） |
| 伍詠欣 | -      | 周芬的姑娘 |
| 鄭凱琳 | -      | 周芬的姑娘 |
| 宋芝齡 | -      | 周芬的姑娘 |
| 楊證樺 | 途 人  | 在六姊妹家附近賣涼茶 |
| 王維德 | 經 理  | 電器店經理 |
| 江 漢  | 麥振凡 | 麥秋娟之父 拆散麥秋娟和繆蓮仙 |
| 馮素波 | 麥 母  | 麥秋娟之母 拆散麥秋娟和繆蓮仙 |
| 蔡國慶 | 駒 哥  | 戲院老闆 |
| 招石文 | 班 主  | 戲曲班主 |
| 黃天鐸 | 小 販  | 豬肉小販 |
| 李家鼎 | 雷老虎 | 虎哥 |
| 馬國明 | 流 氓  | 虎哥手下（第3集） |
| 徐 榮  | 流 氓  | 虎哥手下（第3集） |
| 趙永洪 | 流 氓  | 虎哥手下（第3集） |
| 黎秀英 | 傭 人  | 麥家傭人 |
| 陳中堅 | 歡 叔  | 信館館主（第5集） |
| 蘇恩磁 | 包租婆 | 繆蓮仙在廣州所租的房間的包租婆（第5集） |
| 鄭家生 | 租 客  | 與繆蓮仙同屋共住（第5集） |
| 焦 雄  | 租 客  | 與繆蓮仙同屋共住（賣女還賭債）（第5集） |
| 廖麗麗 | 租 客  | 與繆蓮仙同屋共住（老公要賣女兒的）（第5集） |
| 殷 櫻  | 租 客  | 與繆蓮仙同屋共住（被爸爸捉去賣的）（第5集） |
| 麥子雲 | 租 客  | 與繆蓮仙同屋共住（第5集） |
| 黃文標 | 車 伕  | 與繆蓮仙搶生意的（第5集） |
| 章志文 | 車 伕  | 與繆蓮仙搶生意的（第5集） |
| 虞天偉 | 揸 哥  | 編劇（老三） |
| 關 菁  | 華探長 | 警察 |
| 賀文傑 | 車 頭  | 警察 |
| 官仲銘 | 車 頭  | 警察 |
| 文潔雲 | 蓉     | 綽號「嚤囉二姑」，受黃淑珍所聘驅逐麥秋娟 |
| 陳楚翹 | 琼     | 蓉助手 |
| 凌禮文 | -      | 金鋪老闆 |
| 朱咪咪 | -      | 九龍城寨狗店老闆娘 |
| 華忠男 | -      | 九龍城寨狗店老闆 |
| 楊 明  | -      | 九龍城寨狗店伙記 |
| 許明志 | -      | 九龍城寨狗店伙記 |
| 嚴文軒 | 下 人  | 麥家下人 |
| 嚴文軒 | 下 人  | 麥家下人 |
| 嘉 峻  | 下 人  | 麥家下人 |
| 章志文 | 下 人  | 麥家下人（第六集） |
| 林影紅 | 妹 仔  | 麥家妹仔 |
| 白 茵  | 仙 母  | 繆蓮仙之母 |
| 陳瑞華 | 妹 仔  | 繆家妹仔 |

## 記事
- 原本男主角由古天樂擔任、但該劇開拍時傳出古天樂不肯接拍、所以無綫電視唯有找羅嘉良頂上。

## 外部連結
- 無綫電視官方網頁 - 七姊妹
- 無綫電視官方網頁(TVBI) - 七姊妹
- TVB星河頻道（页面存档备份，存于）

| 香港、 马来西亚、 新加坡 TVB星河频道 星河人气剧场时段 · 星期六至日 22:00-00:00（两集连播） | 香港、 马来西亚、 新加坡 TVB星河频道 星河人气剧场时段 · 星期六至日 22:00-00:00（两集连播） | 香港、 马来西亚、 新加坡 TVB星河频道 星河人气剧场时段 · 星期六至日 22:00-00:00（两集连播） |
| ------------------------------------------------------------------------------------------ | ------------------------------------------------------------------------------------------ | ------------------------------------------------------------------------------------------ |
|                                                                                            | 七姊妹 （2023年3月25日 - 2023年5月14日）                                                   |                                                                                            |
| 名門暗戰 （2023年1月29日 - 2023年3月19日）                                                 | 笑看风云 （2023年5月20日 - 2023年7月23日）                                                 |                                                                                            |